# مجموعه گاه‌شناسی توکوگاوا
مجموعه گاهشماری توکوگاوا (به ژاپنی: 武徳編年集成)؛ یک کتاب در مورد زندگی‌نامه توکوگاوا ایه‌یاسو است که در سال ۱۷۴۰ توسط چند محقق نوشته شده است.